# Patagosmilus
Patagosmilus goini is een uitgestorven buideldierachtige behorend tot de familie Thylacosmilidae van de Sparassodonta. Het was een carnivoor en Patagosmilus leefde tijdens het Mioceen in Zuid-Amerika.

## Fossiele vondsten
Patagosmilus werd beschreven in 2010 op basis van een gedeeltelijke schedel en enkele delen van het skelet. De fossielen zijn gevonden in de Collón Curá-formatie in de Argentijnse provincie Río Negro in de regio Patagonië en dateren uit het Midden-Mioceen, vallend binnen de South American Land Mammal Age Colloncuran (15,5 – 13,8 miljoen jaar geleden).

## Kenmerken
Patagosmilus had een geschat gewicht van ongeveer 18 kg. 